# Marc Touati
Pour les articles homonymes, voir Touati.
Marc Touati, né le 30 août 1970 à Vitry-sur-Seine, est un conférencier français. 

## Biographie
Marc Touati passe sa jeunesse dans une cité d'Orly,. Son père travaille dans l'administration fiscale et sa mère est vendeuse.
Il obtient un DEA « Monnaie, Finance, Banque » de l’université Paris I Panthéon-Sorbonne, puis s'inscrit en doctorat au sein de cette même université en 1994, mais ne l'obtient pas[réf. nécessaire]. 
En 1995, il intègre les études économiques de la Caisse centrale des Banques Populaires et en devient le directeur en 1997. La même année, il prend la direction de la recherche économique et financière des groupes Banque Populaire et Natixis, et occupe ce poste jusqu'en janvier 2007,,,,.
En 2007, il est le président fondateur du cabinet ACDEFI (« Aux commandes de l’économie et de la finance »),,, un cabinet de conseil économique et financier indépendant.
Entre décembre 2007 et avril 2012, il est nommé directeur général adjoint chargé de la recherche économique et financière de la société d’investissement Global Equities,. Cette société est placée en liquidation judiciaire, sans poursuite d'activité, le 7 août 2014 par le tribunal de commerce de Paris[source insuffisante].
En 2008, il devient membre du conseil d'administration d'IC Telecom.
Il est chroniqueur dans l'émission TV William à Midi sur C8 de 2018 à 2021. En 2020, il devient partenaire de Spektrum Markets.
Il anime une chaîne Youtube avec 238 000 abonnés et plus de 27 millions de vues (chiffres de juillet 2025).